# Лоренцо Браун
Лоренцо Браун (енгл. Lorenzo Brown; Розвел, Џорџија, 26. август 1990) амерички је кошаркаш. Игра на позицијама плејмејкера и бека, а тренутно наступа за Олимпију Милано. Као натурализовани кошаркаш наступа за репрезентацију Шпаније.

## Колеџ каријера
Браун је играо за универзитет Северна Каролина од 2010. до 2013. године. Као јуниор је у просеку бележио 12,4 поена и 4,3 скока по утакмици и био предводник Атлантске конференције (АCC) у асистенцијама са 7,2 по утакмици. На крају сезоне, Лоренцо је уврштен у другу петорку конференције. Током својих студија, Браун је просечно бележио 11,6 поена, 4,2 скока, 5,8 асистенција за 32,6 минута просечно по утакмици. Након сезоне 2012/13, Браун је одлучио да одустане од последње колеџ сезоне и да се пријави на НБА драфт 2013.

## Професионална каријера

### Сезона 2013/14.
Браун је на НБА драфту 2013. године одабран као 52. пик од стране Минесота тимбервулвса, а недуго затим се прикључио екипи за НБА летњу лигу. Дана 26. септембра 2013, потписао је свој први професионални уговор са Тимбервулвсима. Међутим није успео да уђе у финални ростер за НБА сезону, па је отпуштен 25. октобра 2013.
Дана 20. новембра 2013. је потписао уговор са Филаделфија севентисиксерсима. Деби у НБА лиги је забележио истог дана, постигавши 5 поена за 58 секунди проведених на паркету. Током своје руки сезоне, у више наврата је послат у НБА развојну лигу где је играо за Делавер ејтисевенерсе. Дана 14. марта 2014. године Филаделфија га је отпустила. Дана 16. марта 2014. године, прикључује се екипи Спрингфилд армор из НБА развојне лиге.

### Сезона 2014/15.
Дана 29. јула 2014. је потписао једногодишњи уговор са италијанском Рејер Венецијом. Ипак након што није прошао лекарске прегледе, Венеција је 5. септембра 2014. објавила да је уговор поништен. Дана 25. септембра 2014, потписао је уговор са Детроит пистонсима, али је отпуштен већ 20. октобра 2014. године. Убрзо након тога се враћа у Развојну лигу где се прикључује екипи Гранд рапидс драјв. У фебруару 2015. је добио позив да учествује на Ол-стар утакмици НБА развојне лиге.
Дана 28. јануара 2015. је потписао десетодневни уговор са Минесота тимбервулвсима. Три дана касније, у својој трећој утакмици за Тимбервулвсе, по први пут је био у стартној постави након што је био једини здрави бек у екипи, пошто су Мо Вилијамс и Зек Лавин били повређени. Минесота је изгубила 90:106 од Kливленд кавалирса, а Браун је на терену провео чак 47 минута и 55 секунди током којих је забележио 9 асистенција, 6 скокова и 1 поен. Већ на следећој утакмици се вратио на клупу, након што се од повреде опоравио Рики Рубио. Браун је на терену провео само минут и по у поразу 94:100 од Далас маверикса. Дана 6. фебруара потписао је други десетодневни уговор са Тимбервулвсима, а 19. фебруара 2015. је потписао уговор до краја сезоне.
Дана 24. октобра 2015, Тимбервулвси су отпустили Брауна.

### Сезона 2015/16.
Брaун је 12. новембра 2015. године поново потписао за Гранд рапидс драјв. Два дана касније, дебитовао је у новој сезони у победи од 113:101 над Делавeр ејтисевенерсима, забележивши 13 поена, 2 скока, 2 асистенције и 3 украдене лопте за 23 минута са клупе.
Дана 8. јануара 2016, Брaун је потписао десетодневни уговор са Финикс сансима. Четири дана касније је дебитовао за Сансе, забележивши 7 поена, 5 асистенција, 2 скока и 1 украдену лопту у поразу од Индијана пејсерса 116: 97. Други десетодневни уговор са Сансима је потписао 18. јануара. Након што му је истекао уговор, Санси су одлучили да га не задрже, па је постао слободан агент. Дана 29. јануара по други пут узастопно је добио позив да игра на Ол-стар утакмици НБА развојне лиге. Дана 2. фебруара вратио се у Гранд рапидс драјв.
Дана 18. марта 2016. године је потписао десетодневни уговор са Детроит пистонсима. Десет дана касније је потписао други десетодневни уговор са Пистонсима, а 13. априла је потписао уговор до краја сезоне. Ипак није забележио ниједан наступ за Пистонсе у овој сезони. Отпуштен је у октобру 2016.

### Сезона 2016/17.
Браун је 4. новембра 2016. потписао уговор до краја сезоне са УНИКС-ом из Казања. Ипак након што није прошао лекарске прегледе, уговор је поништен 15. новембра. Дана 8. децембра 2016. потписао је уговор са кинеским Џеђанг голден булсима. За кинески клуб је на 20 одиграних утакмица, просечно бележио 24 поена по мечу. Након што се сезона у Кини завршила, Браун се 3. марта поново прикључио екипи Гранд рапидс драјва.

### Сезона 2017/18.
У јулу 2017, Браун се прикључио Детроит пистонсима за летњу лигу. Крајем тог месеца је потписао двосмерни уговор са Торонто репторсима. Према одредбама споразума, Браун ће моћи да игра за Репторсе и за њихов клуб Репторс 905 у НБА развојној лиги. Он је тако постао први играч који је претходно имао НБА искуство а потписао је двосмерни уговор са НБА тимом.
Браун је у дресу екипе Репторс 905 на 32 одигране утакмице бележио просечно 18,8 поена, 8,9 асистенција и 5,2 скока по утакмици, па је добио награду за најкориснијег играча НБА развојне лиге у овој сезони. Такође је уврштен у идеални тим сезоне.

### Сезона 2018/19.
Дана 20. јула 2018, Репторси су поново потписали Брауна. На 26 одиграних утакмица за Репторсе током сезоне 2018/19, Браун је просечно бележио 2,1 поен за 8,2 минута просечно проведених на терену. Дана 7. јануара 2019. године, Репторси су отпустили Брауна.
У фебруару 2019, потписује са екипом Гуанџоу лонг лајонса. За кинески клуб је на осам одиграних утакмица просечно бележио 25,3 поена по мечу.

### Европа
Дана 3. августа 2019. године је потписао једногодишњи уговор са Црвеном звездом.
Дана 14. јула 2020. године, Браун је потписао једногодишњи уговор са екипом Фенербахчеа.
Дана 23. јула 2021. потписао је једногодишњи уговор са УНИКС-ом из Казања. Напустио је УНИКС у марту 2022. због почетка Руске инвазије на Украјину.
У јуну 2022. потписао је двогодишњи уговор са Макабијем из Тел Авива.

## Репрезентација
У јулу 2022. године Браун је добио шпанско држављанство. Исте године је наступао за Шпанију на Европском првенству које се одржало у Немачкој, Грузији, Чешкој и Италији. На овом Евробаскету са Шпанијом је освојио златну медаљу након победе у финалу над Француском. Браун је уврштен у идеални тим Европског првенства заједно са Ернангомезом, Гобером, Шредером и Адетокумбом.

## Успеси

### Клупски
- Макаби Тел Авив:
  - Првенство Израела (2): 2022/23, 2023/24.
  - Лига куп Израела (1): 2022.
- Панатинаикос:
  - Куп Грчке (1): 2025.

### Репрезентативни
- Европско првенство: 
  -  2022.

### Појединачни
- Идеални тим Европског првенства (1): 2022.
- Идеални тим Евролиге — прва постава (1): 2022/23.
- Идеални тим Евролиге — друга постава (1): 2023/24.
- Најкориснији играч НБА развојне лиге (1): 2017/18.
- Идеални тим НБА развојне лиге — прва постава (1): 2017/18.